# Locomotiva FS E.620
Le locomotive E.620 sono state un gruppo di locomotive elettriche a terza rotaia costruite dalle Officine Reggiane per conto delle Ferrovie dello Stato italiane.
Vennero costruite nel 1925 riutilizzando le parti elettriche delle vecchie elettromotrici E.10, poste fuori servizio alcuni anni prima, ottenendo una locomotiva con un'inusitata (per l'Italia) struttura a due carri articolati a 3 assi ciascuno.
Erano dotate  di 6 motori a corrente continua, della potenza complessiva di 950 kW, montati sospesi per il naso (sistema tranviario). La trasmissione del moto agli assi avveniva direttamente per mezzo di ingranaggi; raggiungevano la velocità massima di 85 km/h.
Nel secondo dopoguerra furono trasformate per l'alimentazione a 3.000 volt e presero il nome di E.621.